# Танцюючі феї
Танцюючі феї (шведською: Älvalek) - картина шведського художника Августа Мальмстрема (1829—1901). На полотні зображені феї, що танцюють над водою у місячному пейзажі.
Мистецький твір набув широких загалів на батьківщині автора. Мальмстрем, займаючи посаду професора в Королівській шведській академії мистецтв, був одним із шведських художників, які прагнули створити національне шведське мистецтво. Він використовував теми як з норвезької міфології, так і фольклору, а його зображення часто містили фей та інших духів природи.

## Написання
Феї, що танцюють на лузі в сутінках, пливуть над романтичним пейзажем; одна з них нахиляється над водою, щоб вловити погляд на її власний образ. Ця феєрична картина зображує ранковий туман, який перетворюється на фей, мов духи дикої природи. Феї розглядалися як делікатні, ніжні, чутливі, але також примхливі і схильні легко ображатися, за недоброго ставлення. У шведській народній традиції людей попереджали наглядати за ельфами, оскільки вони могли бути небезпечними для тих, хто з ними не був обережним. Феї в скандинавській міфології з "прихованого народу" вижили в місцевому фольклорі часто як красиві молоді дівчата, що живуть в дикій природі на пагорбах, лісах і курганах. У романтичному мистецтві та літературі ельфів зазвичай зображують чистоволосими, білосніжними, і у разі образи - лихими.
Щоб захистити себе і свою худобу від розлючених ельфів, скандинави могли використовувати Ельвскорс (Ельфовий хрест), який був висічений в будівлях або інших об'єктах, спорудах.